# Baalderveld
Baalderveld is een nieuwbouwwijk uit de jaren 80 en '90 in de plaats Hardenberg in de Nederlandse provincie Overijssel.

## Geschiedenis en ligging
Baalderveld was vanaf midden 19e eeuw een verkaveld landschap. Vroeger stroomde door Baalderveld een beek, genaamd de Rade. Deze beek is gekanaliseerd en zuidelijker verlegd. Deze beek heet nu de Radewijkerbeek en mondt uit in de Overijsselse Vecht.
De woonwijk Baalderveld is gebouwd op het gebied tussen de spoorlijn Zwolle - Emmen en het kanaal. Het ligt samen met de wijk Baalder aan de oostkant van het centrum. Het stratenpatroon, de boomgroepen op het sportpark, de stuw en de loop van de Radewijkerbeek zijn gedeeltelijk bewaard gebleven.

## Voorzieningen
In Baalderveld bevinden zich onder andere een buurtsupermarkt, verschillende basisscholen en een sportpark. Op dit park, Sportpark Baalderveld, speelt de voetbalclub Hardenberg '85.